# Ahlhausen
Ahlhausen ist eine Hofschaft von Wipperfürth im Oberbergischen Kreis im Regierungsbezirk Köln in Nordrhein-Westfalen (Deutschland).

## Lage und Beschreibung

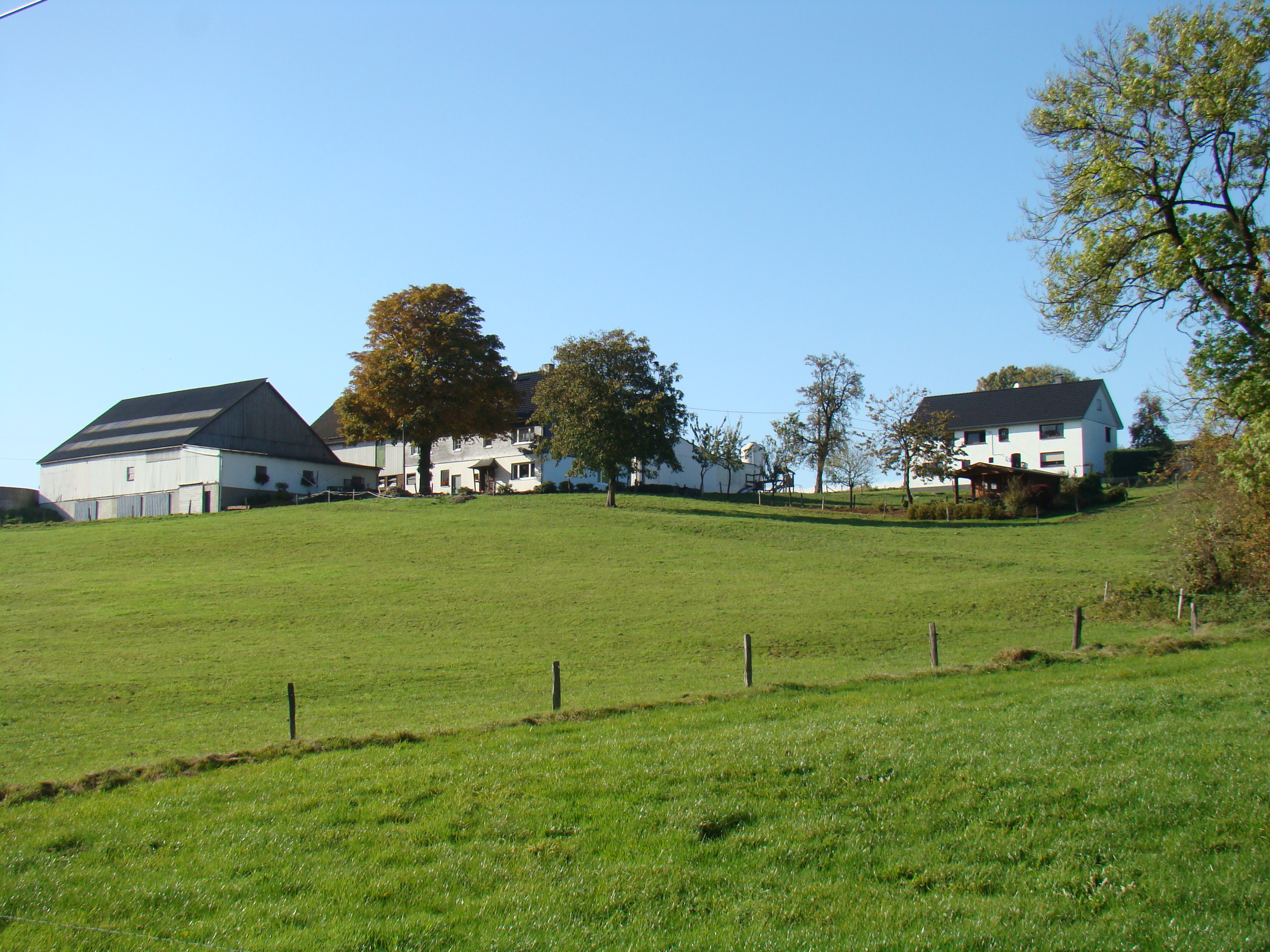
Ahlhausen von Kottmannshausen aus gesehen

Ahlhausen liegt im Norden von Wipperfürth an der Stadtgrenze zu Radevormwald. Nachbarorte sind  Berge, Kottmannshausen, Bruch und Schwickertzhausen. Der Ahlhausersiepen entspringt im Osten der Hofschaft und mündet bei Kottmannshausen in die Bever.
Zu erreichen ist die Hofschaft über Wipperfürther Stadtgebiet über die Kreisstraße K13 und einige über das Dorf Egen führende Kleinstraßen.
Der im Ort ansässige landwirtschaftliche Vollerwerbsbetrieb erwirtschaftet seine Erträge mit Ackerbau, Grünlandbewirtschaftung, Waldbau, Haltung von Milchvieh, Jungviehaufzucht und der Schweinezucht. Die Landwirtschaftskammer Nordrhein-Westfalen hat den Hof als Ausbildungsstätte anerkannt.

## Geschichte
1548 wurde der Ort erstmals urkundlich erwähnt. „Ahlhusen“ wird in den Listen der bergischen Spann- und Schüppendienste genannt.
Frühmittelalterlichen Ursprungs ist die von Kottmannshausen in Richtung Bruch an Ahlhausen vorbeiführende Straße. Sie gehörte zu einem von Hohenplanken über Obergraben und Kottmannshausen bis nach Hückeswagen führenden Weg.

## Wanderwege
Südlich von Ahlhausen führt ein mit dem Wanderzeichen A2 gekennzeichneter Rundweg vorbei. Der etwa 5 km lange Weg wird vom Sauerländischen Gebirgsverein ausgeschildert und hat seinen Ausgangs- und Zielpunkt am Wanderparkplatz des in 1,5 km Entfernung liegenden Dorfes Wipperfürth-Egen.

## Busverbindungen
Der Ort verfügt über eine in 270 m Entfernung gelegene, aber nach dem Ort benannte
Bushaltestelle der Linie 337 (VRS/OVAG).